# Fala 49
Fala 49 – audycja propagandowa Polskiego Radia, kierowana przez Leona Rawskiego prowadzona przez aktora Stefana Martykę i dziennikarkę propagandową „Trybuny Ludu” Wandę Odolską. Audycja pojawiała się nieregularnie na falach radiowych w roku 1949. Zwykle przerywała inne programy – z reguły muzyczne. Jej zapowiedź stylizowana była na komunikat wojskowy: „Tu Fala 49, tu Fala 49. Włączamy się”. Podobnie było z zakończeniem. Audycja miała charakter polityczny i propagandowy. Piętnowano w niej m.in. imperializm amerykański.